# Phyllophaga amazonica
Phyllophaga amazonica är en skalbaggsart som beskrevs av Moser 1918. Phyllophaga amazonica ingår i släktet Phyllophaga och familjen Melolonthidae. Inga underarter finns listade i Catalogue of Life.